# BHP Group
BHP Group (wcześniej BHP Billiton) – największy na świecie koncern wydobywczy.
Przedsiębiorstwo powstało dzięki fuzji w 2001 roku australijskiej Broken Hill Proprietary Company z brytyjską Billiton. Kapitalizacja rynkowa spółki 23 sierpnia 2007 wyniosła 180 miliardów dolarów. Wydobywa m.in. żelazo, diamenty, węgiel, mangan, złoto, ropę naftową, aluminium, miedź, nikiel, uran i srebro.